# بيار وماري كوري (مترو باريس)
بيار وماري كوري (بالفرنسية: Pierre et Marie Curie)‏ هي محطة مترو تابعة لمترو باريس تقع في فرنسا في ايفري-سور-سين.[بحاجة لمصدر]